# Lijst van Griffoendors
Dit is een lijst van personages in de Harry Potter-boeken van de Britse schrijver J.K. Rowling. Dit zijn personages die tijdens de boeken in Griffoendor zitten, een van de afdelingen van de toverschool Zweinstein. Ze zijn gerangschikt naar hun rol in het verhaal. De hoofdpersonages (Harry Potter, Hermelien Griffel, Ron Wemel, en andere) zijn hierin niet opgenomen, maar hebben een apart artikel.

## Zwerkbalspelers

### Olivier Plank
Olivier Plank (Engels: Oliver Wood) is een personage uit de Harry Potter-boekenreeks van J.K. Rowling. Hij was de aanvoerder van het Zwerkbalteam van Griffoendor.
Plank is continu bezig met Zwerkbal. Hij heeft de reputatie de teamleden behoorlijk af te beulen. Het enige doel dat hem voor ogen staat is het winnen van de Zwerkbalcup. Dat was voor hem belangrijker dan het welzijn van zijn team.
Harry Potter ontmoet Plank voor het eerst als hij met Professor Anderling mee moet komen omdat hij op een bezem had gevlogen zonder toestemming. Anderling neemt Harry mee naar Plank en stelt hen aan elkaar voor. Zo wordt Harry de jongste Zoeker in 100 jaar.
Wanneer Harry aan het Zwerkbalteam is toegevoegd, denkt Plank dat hij de seizoensoverwinning in zijn zak heeft. Echter door enkele onvoorziene gebeurtenissen lukt dat de eerste twee jaar dat Harry deel uitmaakt van het team nog niet: het eerste jaar ligt Harry in de ziekenboeg wanneer de finale wordt gespeeld en in het tweede jaar werd de finale afgelast vanwege de gebeurtenissen rondom de Geheime Kamer. In Harry's derde schooljaar echter, het laatste schooljaar van Plank, lukt het Griffoendor eindelijk om de Cup te winnen.
Nadat Plank eindexamen had gedaan, tekende hij een contract bij de reserveploeg van het Zwerkbalteam Pullover United. Harry Potter, Ron Wemel en Hermelien Griffel spreken hem daarna nog op het WK-Zwerkbal in de zomer tussen het derde en het vierde leerjaar (Harry Potter en de Vuurbeker). Dit is de zomer nadat Plank zijn diploma heeft gehaald. Harry Potter wordt hierbij voorgesteld aan de ouders van Plank als een vriend.
Plank werd als Wachter opgevolgd door Ron Wemel, en als aanvoerder door Angelique Jansen.

### Alicia Spinet
Alicia Spinet (Engels: Alicia Spinnet) is jager in het zwerkbalteam van Griffoendor.
In het vijfde schooljaar van Harry wordt Alicia lid van de Strijders van Perkamentus. Ook blijkt dat ze fel gekant is tegen het "beleid" van Professor Omber: ze neemt het op voor de tweelingbroers Fred en George Wemel wanneer die allebei worden geschorst en hun leven lang geen Zwerkbal meer mogen spelen op Zweinstein.

### Angelique Jansen
Angelique Jansen (Engels: Angelina Johnson) is jager en aanvoerder in het Zwerkbalteam van Griffoendor.
Angelique is een van de scholieren die in Harry's vierde schooljaar haar naam in de Vuurbeker deed, in een poging deel te nemen aan het Toverschool Toernooi. Ze werd echter niet geselecteerd. Wanneer de aanvoerder van het Zwerkbalteam, Olivier Plank, van school gaat, wordt Angelique de nieuwe aanvoerder. Harry en Fred en George Wemel hopen dat ze hierdoor minder zware trainingen krijgen, maar niets is minder waar, ze zeggen zelfs dat ze soms het gevoel hebben dat de geest van Olivier nog in Angelique rondwaart. Angelique geeft dan toe dat ze er spijt van heeft dat ze op sommige momenten zo hard tegen Olivier is geweest. Later trouwt ze met haar oud-teamgenoot, George Wemel.

### Katja Bell
Katja Bell (Engels: Katie Bell) is een jager uit het zwerkbalteam van Griffoendor.
Wanneer Harry Potter in zijn zesde jaar Zwerkbalaanvoerder wordt, is Katja de enige overgeblevene van de teamsamenstelling van de jaren ervoor. Ze blijft in het team samen met onder andere Ginny Wemel.
Later in ditzelfde jaar probeert Draco Malfidus Katja over te halen om Professor Perkamentus een vervloekte halsketting te geven, die hem zou doden. Madame Rosmerta, die door Draco onder de Imperiusvloek was geplaatst, gaf Katja de halsketting in Zweinsveld. Katja raakte de halsketting echter per ongeluk aan (er zat een minuscuul gaatje in haar handschoen) en raakte vervloekt. Katja moet het grootste gedeelte van het schooljaar doorbrengen in het St. Holisto's. Daan Tomas neemt tijdelijk haar plaats in in het Zwerkbalteam. Echter voor de laatste wedstrijd van het seizoen is Katja weer terug, en ze helpt haar teamgenoten naar de overwinning.

### Jimmy Postelijn
Jimmy Postelijn (Engels: Jimmy Peakes) is een drijver voor het Zwerkbalteam van Griffoendor, geselecteerd in het zesde jaar. Hij wordt beschreven als kort en gedrongen gebouwd met een brede borstkas, drie jaar jonger dan Harry en niet bang uitgevallen.
Tijdens de selectietraining slaat hij per ongeluk een beuker tegen het achterhoofd van Harry Potter. Gedurende de daar op volgende wedstrijd in het zesde deel neemt hij het op voor Demelza Rovers wanneer die door een gefrustreerde teamgenoot, Ron Wemel, toegeschreeuwd wordt en daardoor in tranen uitbarst. Hij bijt Wemel toe dat deze zijn mond moet houden en Rovers met rust moet laten.
In het zevende deel van de serie wil Jimmy graag op Zweinstein blijven om mee te vechten tegen Voldemort en zijn Dooddoeners tijdens de Slag om Zweinstein, maar wordt, omdat hij nog minderjarig is, weggestuurd door het waarnemend schoolhoofd Minerva Anderling.

### Rick Cools
Rick Cools (Engels: Ritchie Coote) is een zwerkbalspeler bij het team van Griffoendor.
Cools verschijnt bij de selectietraining die Harry Potter in het zesde boek als nieuwe Zwerkbalaanvoerder organiseert om het team voor het nieuwe schooljaar samen te stellen. Hij wordt uiteindelijk geselecteerd als een van de twee drijvers. Cools is een tengergebouwde jongen maar is goed in staat om precies te mikken. Uiteindelijk zal hij door de aanvankelijke schorsing van het team slechts twee wedstrijden spelen.

### Vicky Volkers
Vicky Volkers (Engels: Vicky Frobisher) is een aspirant-zwerkbalspeelster in het team van Griffoendor.
Volkers verschijnt in deel vijf van de serie ten tonele in het hoofdstuk waarin Angelique Jansen als kapitein van het zwerkbalteam een selectietraining organiseert om het Griffoendorteam voor het nieuwe schooljaar samen te stellen. Volkers blijkt als Wachter beter te presteren dan de uiteindelijke keuze voor die positie, Ron Wemel. De reden dat Jansen haar niet selecteert is haar mentaliteit, ze laat na afloop van haar proef weten dat ze geen prioriteit zal geven aan de trainingen want die liggen bij haar Bezweringenclub.

### Gerard Hoepel
Gerard Hoepel (Engels: Geoffrey Hooper) is een aspirant-zwerkbalspeler in het team van Griffoendor.
Hoepel verschijnt in deel vijf van de serie ten tonele in het hoofdstuk waarin Angelique Jansen als kapitein van het zwerkbalteam een selectietraining organiseert om het Griffoendorteam voor het nieuwe schooljaar samen te stellen. Hoepel blijkt als Wachter niet goed te presteren en Jansen selecteert uiteindelijk Ron Wemel voor deze positie. De reden dat Jansen hem niet selecteert is zijn mentaliteit die ze beschrijft als "een watje".

### Jacques Sippe
Jacques Sippe (Engels: Jack Sloper) is drijver in het zwerkbalteam van Griffoendor in het vijfde deel van de boekenserie. Hij krijgt deze functie wanneer Fred en George Wemel door Dorothea Omber geschorst worden. Zijn optreden als zwerkbalspeler is echter niet gelukkig want hij slaagt erin om tijdens een training zichzelf met de drijversknuppel tegen het hoofd te slaan en stort bewusteloos ter aarde. In het zesde deel van de serie komt Sippe kort voor wanneer hij een briefje aan Harry Potter bezorgt van Albus Perkamentus. Hierbij informeert hij tevens naar de selectietrainingen voor het nieuwe team. Uiteindelijk wordt hij daarin niet verkozen.

### Andre Kolk
André Kolk (Engels: Andrew Kirke) wordt gekozen als drijver in het zwerkbalteam van Griffoendor in het vijfde deel van de serie. Hij is de vervanger van George Wemel nadat die geschorst wordt door Dorothea Omber. Zijn optreden als zwerkbalspeler is bijzonder ongelukkig. In zijn enige wedstrijd valt hij van zijn bezem als een jager van de tegenpartij, Zacharias Smid langs hem vliegt met de Slurk.

### Demelza Rovers
Demelza Rovers (Engels: Demelza Robins) wordt door Harry Potter geselecteerd in het zesde deel van de serie als jager in het Zwerkbalteam van Griffoendor. Potter oordeelt dat ze een uitmuntende jager is en zeer goed in het ontwijken van beukers.
De auteur J. K. Rowling vernoemde het karakter naar het Demelza House, een kinderhospice in het zuiden van Londen wat een van de goede doelen is waar de acteur Daniel Radcliffe die in de films de rol van Harry Potter speelt zich voor inzet.

### Magnus Stoker
Magnus Stoker (Engels: Cormac McLaggen) is een personage uit de Harry Potter- boekenreeks, geschreven door J.K. Rowling. Hij maakt zijn eerste opwachting in het verhaal in het zesde deel, Harry Potter en de Halfbloed Prins.
Magnus Stoker, een leerling van Griffoendor, zit één klas hoger dan Harry Potter. Hij wordt in het verhaal geïntroduceerd tijdens de treinreis van de Zweinsteinexpres naar Zweinsteins Hogeschool voor Hekserij en Hocus-Pocus. Hij lijkt van meet af aan een onaardig personage. Hij wordt neergezet als mislukte Zwerkbalspeler en als agressieve bewonderaar van Hermelien. Hermelien gebruikte Stoker om Ron Wemel mee jaloers te maken.
Stoker was deelnemer aan de try-outs die Harry hield voor de positie van Zwerkbal-Wachter (doelman). Harry had echter meteen een hekel aan hem, omdat hij vreselijk bazig was en aanwijzingen naar de andere Zwerkbal-spelers schreeuwde, hetgeen uiteraard een taak van Harry (de aanvoerder van het team) was. Stoker deed het echter gevaarlijk goed in de try-outs, totdat Hermelien hem betoverde en ervoor zorgde dat hij de verkeerde kant op dook bij de laatste worp. Ron hield wel alle ballen tegen en werd dus door Harry geselecteerd als Wachter.
Stoker was geen charmante verliezer: hij beschuldigde Ginny Wemel ervan een veel te makkelijke bal naar Ron te hebben gegooid. Harry ontkrachtte dit door te zeggen dat Ginny's worp juist de moeilijkste van allemaal was, waar Ron ook duidelijk de meeste moeite mee had, alhoewel Ron zegt dat de moeilijkste bal van Demelza Rovers was.
Harry's beslissing om voor Ron te kiezen bleek een wijs besluit te zijn. Dit bleek eens te meer toen Stoker een wedstrijd meespeelde omdat Ron niet kon omdat hij was vergiftigd door vergiftige mede. De wedstrijd werd een complete ramp: Stoker commandeerde iedereen maar "vergat" daardoor te keepen. Toen hij zijn positie verliet om het juiste gebruik van het slaghout (gebruikt voor Beukers) te demonstreren, sloeg hij Harry knock-out Harry hield er een schedelbreuk aan over. Griffoendor verloor de wedstrijd met 320 tegen 60, en Stoker werd meer gehaat dan ooit.
Stoker was lid van Slakhoorns clubje de Slakkers. Hier ontmoette hij Hermelien voor het eerst, en kreeg hij een oogje op haar. Als onderdeel van Hermeliens wraak-campagne tegen Ron, die overal met Belinda Broom stond te zoenen, ging Hermelien met Stoker naar Slakhoorns kerstfeestje. Ze was hem echter al snel zat omdat hij op een nogal agressieve manier probeerde haar te zoenen onder de maretak en ontliep hem de rest van de avond.

## Jaargenoten

### Simon Filister
Simon Filister (Engels: Seamus Finnigan) is een klasgenoot van Harry en Ron. Hij is ook hun kamergenoot. Simon is bevriend met Daan Tomas. Hij is fan van de Zwerkbal-teams Kenmare Kestrals en van het Ierse nationale Zwerkbalteam.
In het vijfde boek krijgen Simon en Harry ruzie wanneer blijkt dat Simons familie de praatjes gelooft die de Ochtendprofeet over hem rondstrooit. Pas wanneer blijkt dat Harry de waarheid spreekt komt het weer goed tussen de twee. Simon wordt dan uiteindelijk ook lid van de Strijders van Perkamentus.
De voornaam Seamus, Séamus, is de Gaelische vorm van James of Jakobus.

### Daan Tomas
Daan Tomas (Engels: Dean Thomas) is een jaargenoot van Harry Potter. Hij is eveneens zijn kamergenoot. Naar eigen zeggen is Daan de zoon van Dreuzelouders, maar in de loop van de serie is het duidelijk geworden dat zijn vader een tovenaar was, die gedood werd door Dooddoeners toen hij weigerde zich bij hen aan te sluiten. Daans moeder wist niet dat ze getrouwd was met een tovenaar. Zij is hertrouwd en Daan heeft verschillende halfbroers en -zusters.
Tomas is aan het einde van deel vijf en in het zesde Harry-Potterboek het vriendje van Ginny Wemel. Daan Tomas is ook fan van de Engelse voetbal vereniging West Ham United waar hij een poster van heeft.

### Belinda Broom
Belinda Broom (Engels: Lavender Brown) is een klasgenote van Harry, Ron en Hermelien. Belinda is een goede vriendin van Parvati Patil en ze hebben dezelfde favoriete schoolvakken: Waarzeggerij en Verzorging van Fabeldieren wanneer dat vak gegeven wordt door Professor Varicosus. Tijdens de lastercampagne die het Ministerie van Toverkunst hield tegen Harry, stond Belinda aanvankelijk aan de kant van het Ministerie. Later echter, toen Hermelien de Strijders van Perkamentus oprichtte, koos ze de zijde van Harry. Belinda deelt de slaapzaal met onder meer Hermelien en Parvati.
In het zesde boek wordt Belinda verliefd op Ron. Ze krijgen verkering en ze noemt hem "Ronnieponnie", tot grote ergernis van Ron en tot even grote hilariteit van zijn vrienden en vooral zijn broers Fred en George. Belinda reageert erg jaloers op de aandacht die Ron aan Hermelien geeft. Aan het begin van de verkering tussen Ron en Belinda staan Ron en Hermelien niet op goede voet, maar wanneer die twee het weer hebben bijgelegd wordt Belinda steeds meer paranoïde - ze denkt dat Hermelien en Ron elke keer wanneer ze samen zijn "iets van plan zijn".
Uiteindelijk dumpt Belinda Ron dan ook wanneer ze hem samen met Hermelien de jongensslaapzaal uit ziet komen. Ze kon echter niet zien dat Harry er ook bij was - hij droeg zijn Onzichtbaarheidsmantel. Ron is er niet van onder de indruk, hij is blij dat zij degene is die het uit heeft gemaakt, ze bespaart hem zo de moeite. Hij had Hermelien en Harry dan ook al verteld dat hij het kleffe gedoe zat was. Belinda is echter wel ontdaan van het beëindigen van hun verkering: wanneer ze ziet dat Ron kunstsneeuw van Hermeliens schouder veegt barst ze luid in tranen uit.
In de laatste film, tijdens de Slag om Zweinstein, is Belinda levenloos op het buitenterrein te zien. Hermelien vervloekt Fenrir Vaalhaar, die Belinda wilde bijten toen ze haar aantroffen. Dit kleine shot was haar laatste verschijning in de film. Aan het einde van de film wordt het lichaam van Belinda onder een deken gelegd door Parvati Patil en professor Zwamdrift. 

### Parvati Patil
Parvati Patil (Engels: Parvati Patil) is een klasgenote van Harry Potter, Ron Wemel en Hermelien Griffel. Ze heeft een tweelingzus in Ravenklauw zitten, genaamd Padma Patil.
In het vierde jaar ging ze met Harry mee naar het kerstbal. In het vijfde jaar is ze lid van Strijders van Perkamentus (SVP).
Als ze in haar zesde jaar zit, willen haar ouders haar en haar tweelingzus van school halen. De ouders vinden het namelijk niet veilig genoeg op Zweinstein, nadat ze erachter kwamen wat er met Katja Bell was gebeurd. Maar ze mogen op Zweinstein blijven, omdat er niets bijzonders meer was gebeurd. Als Belinda verkering heeft met Ron Wemel, vindt ze het niet erg leuk. Na de dood van Albus Perkamentus komt ze samen met haar zus, Padma Patil, niet meer opdagen voor het ontbijt.

## Andere

### Leo Jordaan
Leo Jordaan (Engels: Lee Jordan) is een goede vriend en klasgenoot van Fred en George Wemel, en heeft dezelfde soort humor als de tweeling.
Hij is de commentator bij zwerkbalwedstrijden, waar hij weleens de neiging heeft om partijdig te worden of zwaar te vloeken, wat vaak leidt tot een ingrijpen van professor Anderling. In het zevende en laatste boek is hij de presentator van Met het Oog op Potter (Engels: "Potterwatch") de enige tover-radiozender die niet in de handen van Voldemort is. Ook vecht hij mee in de Slag om Zweinstein en daar doodt hij samen met George Wemel de Dooddoener Jeegers. In de filmreeks wordt Leo Jordaan vertolkt door de acteur Luke Youngblood, waar het personage niet de minste neiging tot vloeken vertoont.

### Nigel Wespurt
Nigel Wespurt (Engels: Nigel Wolpert) is een jongen die op Zweinstein zit en drie klassen lager zit dan Harry, Ron en Hermelien. Hij is gesorteerd in Griffoendor. In Harry's vijfde schooljaar is hij lid geworden van de Strijders van Perkamentus om het op te nemen tegen Voldemort. Hij is een enorme fan van Harry Potter en daarom is hij ook erg blij dat hij bij de SVP zit, hij is dapper en verlegen maar niet zo goed in spreuken. Hij was ook aanwezig tijdens Zwerkbal, maar Nigel was niet goed genoeg om in het team te komen. Hij bleek het niet erg te vinden want hij was heel blij voor Ron Wemel toen hij zijn eerste wedstrijd had gewonnen. Hij was getuige van de moord op Perkamentus, samen met andere leerlingen wees hij zijn toverstok naar de lucht om hun respect te tonen na Perkamentus' dood. De filmvertolker van Nigel Wespurt, William Melling zal waarschijnlijk niet meespelen in het 7e deel. Eerder was bekend dat Nigel zou overlijden tijdens de Slag om Zweinstein.
Nigel komt niet voor in de boeken, alleen in de films.

### Patricia Samsons
Patricia Samsons (Engels: Patricia Stimpson) is een jaargenoot van Fred en George Wemel en zit in hun afdeling. Ze figureert als bijfiguur in het vijfde boek waarin over haar verteld wordt dat ze tijdens de tentamenperiode voor S.L.IJ.M.B.A.L.len telkens flauwvalt door de stress.

### Regina Valster
Regina Valster (Engels: Romilda Vane) is twee jaar jonger dan Harry. Ze is stapelverliefd op Harry en probeert hem op allerlei manieren haar vriendje te maken. Ze stelt zichzelf voor in de Zweinsteinexpres en vraagt of Harry bij haar komt zitten. Harry slaat dit verzoek af, omdat hij al bij zijn vrienden, Marcel en Loena zit.
Later probeert Regina Harry haar vriendje te maken door hem een doos met Chocoketels te geven. Ze zegt dat er Oude Klares Jonge Borrel in zit, maar in feite zit er een krachtige Liefdesdrank in. Ron eet per ongeluk een paar van deze Chocoketels en wordt smoorverliefd op Regina.
Als Harry later het vriendje van Ginny is, vraagt Regina aan Ginny of Harry een Hippogrief op zijn borst heeft getatoeëerd. Ginny zegt voor de grap dat het geen Hippogrief is, maar een Hongaarse Hoornstaart.

### Dennis Krauwel
Dennis Krauwel (Engels: Dennis Creevey) is het jongere broertje van Kasper Krauwel.
Het is een klein ventje dat goed kan opschieten met Rubeus Hagrid. Ook wordt hij in het vijfde boek lid van de Strijders van Perkamentus. Hij is altijd erg nieuwsgierig, net als zijn broer Kasper. 

### Natalie Munter
Natalie Munter (Engels: Natalie McDonald) is een eenmalig personage uit de Harry Potter-boeken van J.K. Rowling. Munter wordt in de serie een keer genoemd tijdens de sorteerceremonie in het vierde deel. Ze wordt door de sorteerhoed ingedeeld bij Griffoendor, de afdeling die bekend staat om zijn dapperheid.
Haar vermelding in het boek als lid van Griffoendor heeft een bijzondere reden. De auteur nam haar op het laatste moment op in het boek ter herinnering aan de echte Natalie McDonald, een Canadees meisje dat op 3 augustus 1999 op negenjarige leeftijd overleed aan leukemie.
McDonald had de boeken over Harry Potter met veel plezier gelezen. Een vriend van haar schreef aan Rowling toen Natalie er zeer ernstig aan toe was en spoedig zou komen te overlijden of Rowling haar wellicht zou willen schrijven. Rowling las de brief nadat ze van vakantie terugkwam en had een bang vermoeden dat het weleens te laat zou kunnen zijn voor een brief. Ze schreef echter toch terug, vertelde aan Natalie hoe de serie zich zou ontwikkelen en nam haar naam op in het vierde deel. De brief arriveerde een dag na het overlijden van het meisje. Natalies moeder reageerde op de brief en raakte bevriend met Rowling.

### Eelco Abeel
Eelco Abeel (Engels: Euan Abercrombie) is een jongen met opvallend grote flaporen en wordt alleen gezien wanneer hij in Harry Potter en de Orde van de Feniks gesorteerd wordt door de Sorteerhoed.

### Henk Dubbers
Henk Dubbers (Engels: Harold Dingle) komt voor in het vijfde deel van de serie tijdens het hoofdstuk dat de spannende periode vlak voorafgaand aan de examens in het vijfde jaar beschrijft. Hij probeert een slaatje te slaan uit de tentamenstress van zijn medeleerlingen en verkoopt aan een aantal van hen een preparaat van gemalen drakenklauw waarvan hij vertelt dat het zal zorgen voor goede examenresultaten. Hermelien Griffel neemt zijn handelswaar in beslag en bij nader onderzoek blijkt het te bestaan uit giftige gedroogde en gemalen doxykeutels.

### Kasper Krauwel
Kasper Krauwel (Engels: Colin Creevey) is een personage uit de Harry Potter-boekenreeks van J.K. Rowling.
Kasper is helemaal gefascineerd door Harry Potter. Hij maakt de hele tijd foto's van Harry en van andere magische voorwerpen in het kasteel om deze dan in de zomer, wanneer hij weer terug thuis is, aan zijn Dreuzelouders te tonen. Kasper is, net als Harry, ingedeeld bij de afdeling Griffoendor op Zweinstein.
Ook het jongere broertje van Kasper, Dennis, is ingedeeld bij Griffoendor.
In het tweede boek wordt Kasper Krauwel versteend door de Basilisk. Hij probeerde een foto te maken van de Basilisk en keek zodoende door de zoeker van zijn camera in de ogen van het monster. Aan het einde van het boek zorgt een drankje van Madame Plijster ervoor dat Kasper weer beter wordt.
In het het zevende boek wordt Kasper Krauwel vermoord door een Dooddoener tijdens De Slag om Zweinstein. Alhoewel Kasper minderjarig was en opdracht had gekregen Zweinstein te verlaten bij de voorbereidingen van het gevecht, vond hij toch een manier om op Zweinstein te blijven, zodat hij deel kon nemen aan het gevecht.

## Griffoendors met een eigen artikel
- Harry Potter
- Minerva Anderling
- Hermelien Griffel
- Marcel Lubbermans
- Ron Wemel
- Sirius Zwarts
- Albus Perkamentus
- Remus Lupos
- Peter Pippeling
- James Potter
- Lily Potter
- Rubeus Hagrid
- Arthur Wemel
- Molly Wemel
- Bill Wemel
- Charlie Wemel
- Percy Wemel
- Fred Wemel
- George Wemel
- Ginny Wemel

## Andere afdelingen
- Lijst van Huffelpuffers voor de afdeling Huffelpuf
- Lijst van Ravenklauwen voor de afdeling Ravenklauw
- Lijst van Zwadderaars voor de afdeling Zwadderich

## Attributie
Dit artikel of een eerdere versie ervan is (gedeeltelijk) afgesplitst vanaf meerdere andere artikelen op de Nederlandstalige Wikipedia, die onder de licentie Creative Commons Naamsvermelding/Gelijk delen vallen:
- Olivier Plank
- Alicia Spinet
- Angelique Jansen
- Katja Bell
- Jimmy Postelijn
- Rick Cools
- Vicky Volkers
- Gerard Hoepel
- Jacques Sippe
- Andre Kolk
- Demelza Rovers
- Simon Filister
- Daan Tomas
- Belinda Broom
- Parvati Patil
- Leo Jordaan
- Ken Tobbers
- Patricia Samsons
- Regina Valster
- Dennis Krauwel
- Natalie Munter
- Eelco Abeel
- Henk Dubbers
- Kasper Krauwel
- Magnus Stoker